# Gramática del texto
La gramática del texto es una disciplina lingüística que aborda el estudio del funcionamiento textual. Analiza la relación solidaria entre las partes internas del texto así como sus relaciones con los contextos en los que se produce y recibe.
Se trata de una disciplina descriptiva y explicativa, pero no normativa, es decir que analiza textos, pero no pretende imponer el modo correcto de producirlos. Su método de trabajo empírico consiste en el relevamiento, análisis y clasificación de los mecanismos léxico-gramaticales que se encuentran en muestras reales de textos, mecanismos que operan a nivel discursivo y que explican la coherencia y la cohesión.  Algunos de estos mecanismos pueden ser los que se utilizan para el mantenimiento de los referentes, es decir, de aquellos objetos de los cuales el texto trata; los marcadores discursivos, que son partículas invariables que no ejercen una función sintáctica en la oración sino que poseen un alcance discursivo, o las marcas de deixis, en las que el texto ofrece huellas de la persona, del lugar y del momento de la producción del texto, entre otros.

## Diferencias con la gramática oracional, la lingüística del texto y el análisis del discurso
Una gramática textual es una gramática porque forma parte de la descripción de una lengua. Como tal, supone que así como existe en las lenguas una gramática que genera oraciones, existe también un nivel más general de esta gramática que explicaría cómo se generan los textos. Así, de la misma manera en que una gramática oracional nos permite distinguir entre una oración bien formada y una agramatical, también podría distinguir un texto genuino de una secuencia de oraciones bien formadas pero incoherentes entre sí. Lo que marca la diferencia principal con la gramática tradicional es entonces el carácter transoracional.
Otra diferencia importante entre ambos enfoques estriba en que la gramática del texto es una ciencia empírica, es decir, que se apoya en el análisis de datos, al contrario de lo que sucede en otras ramas de la descripción gramatical y la lingüística general, en los que resulta común proceder por medio de la introspección, esto es, la observación del uso de la lengua por parte del propio analista. En este sentido, la gramática del texto comparte presupuestos metodológicos con la lingüística de corpus, con la diferencia de que en la gramática del texto los métodos suelen ser normalmente cualitativos y las muestras de texto se analizan una por una, de manera manual, como en el análisis del discurso.
En relación con la lingüística del texto, se presentan muchas similitudes teóricas y metodológicas, compartiendo ambas aproximaciones gran cantidad de referencias bibliográficas. Sin embargo, entre ambos enfoques existe una diferencia de los términos de base: el objeto de una gramática es la descripción de una lengua, mientras que el objeto de la lingüística es el estudio del lenguaje. Del mismo modo, el objeto de estudio de la lingüística del texto son los actos de habla, un fenómeno translingüístico o universal. La gramática del texto, en cambio, es más restringida porque se ocupa de explicar cómo es que esos elementos universales del discurso funcionan en una lengua en particular. Por ejemplo, la lingüística del texto puede estudiar el fenómeno de la digresión (en sí mismo), mientras que la gramática del texto describe cómo se introduce una digresión en una lengua determinada.
Al igual que con la lingüística del texto, la gramática del texto también comparte una serie de presupuestos teóricos y metodológicos con el análisis del discurso. Sin embargo, en este caso  también se trata de un campo más amplio y diverso, siendo un lugar de encuentro multidisciplinar entre diversas ciencias sociales, con intereses y presupuestos teóricos muy heterogéneos. En contraste con el análisis del discurso, la gramática del texto puede considerarse un área más técnica y centrada en los aspectos gramaticales, sin llegar a indagar en las relaciones sociales que subyacen a los intercambios comunicativos analizados. Un motivo que puede explicar la amplia zona de contacto entre ambas áreas es el valor argumentativo que tienen muchos de los mecanismos gramaticales utilizados, lo que puede llevar al estudio de la retórica del discurso considerando un contexto social más amplio. Un ejemplo de este enfoque está representado por el análisis crítico del discurso, que pretende poner en evidencia prácticas discursivas de grupos hegemónicos en los medios de comunicación o en la sociedad general, como así también denunciar el discurso racista o xenófobo, entre otros temas.

## Origen e historia
La gramática del texto como ciencia es una corriente relativamente moderna, ya que no es sino hasta finales de los años sesenta y principios de los setenta cuando se comienza a hablar de manera más clara y concisa sobre la gramática del texto. Sin embargo, se nutre de conceptos que han existido durante varios siglos de estudios sobre el lenguaje.
Entre los primeros antecedentes históricos de la disciplina se puede mencionar al gramático sánscrito Panini, del siglo IV. a. C., por su interés en el estudio de los textos védicos, del que surge una pormenorizada descripción de la gramática y la fonética del sánscrito para su correcto empleo en las ceremonias religiosas. Panini presenta a la gramática como un sistema de reglas y, entre otros conceptos clave de la gramática del texto, enuncia por primera vez las ideas de proposición (karaka), predicado y argumento.

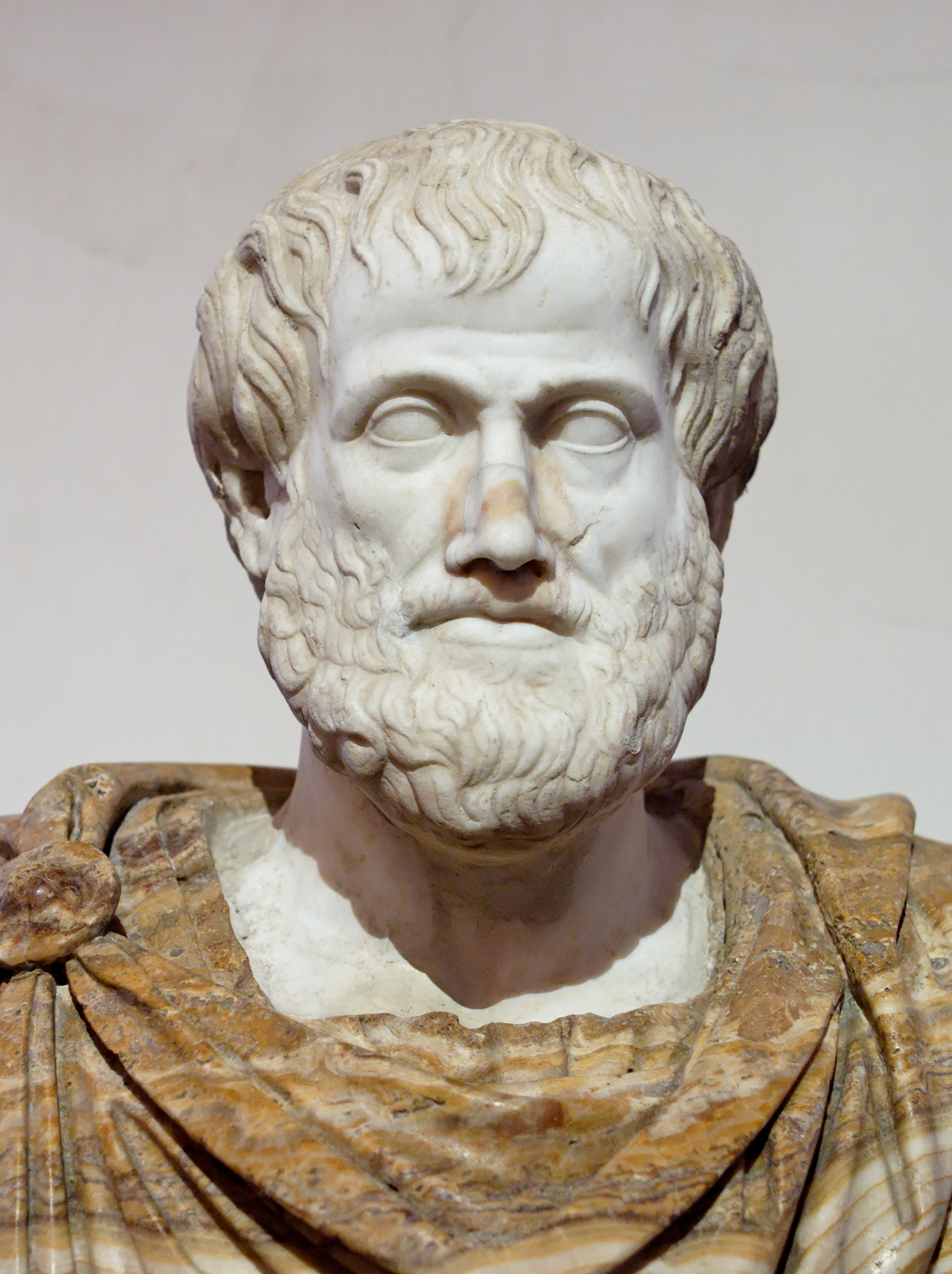
Aristóteles representa el primer antecedente del análisis gramatical del texto.

Antecedentes posteriores se encuentran en el mundo griego, cuando los filósofos centraron su interés en el origen y uso del lenguaje. Por su relevancia para la moderna gramática del texto, la figura que destaca es la de Aristóteles, principalmente por su estudio de la retórica, la primera teoría de la argumentación. El interés principal de la retórica de Aristóteles está en determinar cuáles son las estrategias que utilizan los oradores para lograr su objetivo, ya sea persuadir a un interlocutor o comunicar su intención.
Otros filósofos griegos continuaron descubriendo fenómenos que aun son estudiados por la gramática del texto. La escuela de los estoicos continuó desarrollando las ciencias del lenguaje: estudiaron temas como las formas de predicación, las declinaciones, la semántica, el aspecto léxico y la separación entre tema y rema, entre otros fenómenos que seguirían siendo desarrollados más tarde por la escuela de los alejandrinos. Entre estos últimos cabe destacar las figuras de Dionisio Tracio y Apolonio Díscolo, considerados padres de la gramática moderna y los primeros en estudiar temas centrales de la gramática del texto como la correferencia (anafórica y catafórica) así como la deixis, además de otros aspectos de tipo sintáctico. Fundamentalmente, hay que destacar de los alejandrinos el estar entre los primeros, después de Aristóteles, en postular el texto como objeto de estudio.
Los siguientes antecedentes de la disciplina se encuentran a lo largo de la Edad Media, dentro de un contexto de paulatino desarrollo de las ciencias del lenguaje. Específicamente para el estudio de la gramática del texto, cabe destacar el aporte de Pedro Abelardo (siglo XII) por su distinción entre el dictum, o contenido proposicional básico, y el modus, como predicado del propio predicado. Otro aporte de este filósofo es que su análisis es ahistórico, a diferencia del curso que tomarían los estudios del lenguaje posteriormente, en el renacimiento y la modernidad, interesados por el estudio histórico y comparativo de las lenguas.
Con la llegada de la Edad Moderna, la lingüística nuevamente toma un curso diferente, que la aleja tanto del historicismo/comparatismo como del estudio del texto y del lenguaje en uso, para acercarla al estudio de la lengua como sistema, particularmente a partir de la obra de Ferdinand de Saussure. La separación entre lengua y habla que plantea, y la identificación de la lingüística moderna solo con el primero de los fenómenos, implicaría una pérdida del interés por el estudio del texto, posición coincidente con la de Leonard Bloomfield y que sería luego mucho más extrema con la obra de Noam Chomsky, quien explícitamente deja al texto fuera del foco de interés de una gramática. Tanto Saussure como Chomsky muestran desinterés por el estudio del texto en favor de la lengua como sistema, en caso de Saussure, o de la competencia de un hablante/oyente ideal, en el caso de Chomsky. Sin embargo, no puede decirse que estos autores no hayan representado una influencia para la moderna gramática del texto, ya que sentaron las bases que serían posteriormente adoptadas y extendidas por la nueva disciplina. 

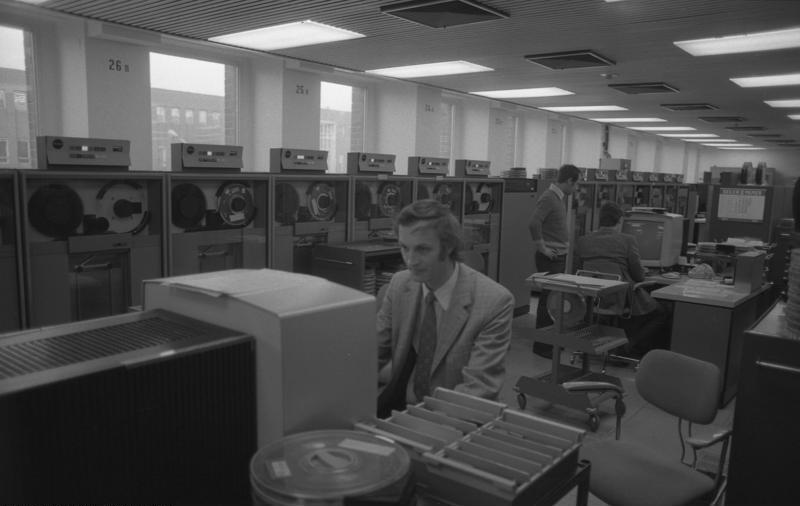
El desarrollo de la computación en los años setenta significó un impulso para la gramática del texto.

Poco a poco, hacia finales de los años sesenta y principios de los setenta, y a partir de diferentes intereses y disciplinas, comienza a gestarse la idea de una gramática del texto como explicación del algoritmo que podría distinguir entre un texto y un no texto, de la misma forma que Chomsky antes postulaba un algoritmo para distinguir entre una oración bien formada y una agramatical. Parte de la causa del desarrollo del campo también está fuera de la evolución de la propia lingüística, ya que existe una demanda por parte de otras ciencias sociales como la sociología (en particular la microsociología y el análisis conversacional), así como la antropología, etnografía, etnometodología, psicología e inteligencia artificial, entre otras. Otras causas externas a la lingüística que explican el desarrollo del interés por el análisis del texto fueron las necesidades prácticas del procesamiento automatizado de textos, como la traducción automática, resumen automático, documentación y recuperación de información, entre otros temas de la lingüística computacional.  Todos estos movimientos presionaron para el desarrollo de distintas formas de análisis del texto, y la gramática del texto fue la primera en surgir como programa de investigación.

## Principales propiedades textuales analizadas

### Referentes y correferentes
Entre los principales temas de interés para una gramática del texto son los mecanismos para el mantenimiento del tema, ya que esto representa una característica fundamental de un texto coherente. La progresión del contenido del texto conlleva que, mediante diversos mecanismos gramaticales y léxicos, se mantenga el tópico del texto recuperando los referentes, es decir, los nombres de los objetos principales de los que habla el texto. Algunos autores utilizan el término isotopía para designar esta propiedad de coherencia semántica del texto. La isotopía hace referencia a la repetición léxica pero también a la coocurrencia de elementos semántica o culturalmente relacionados. Entre estos se encuentra un número reducido de temas, objetos o referentes principales que se mencionan a lo largo del texto de diferentes maneras para evitar la repetición. El mecanismo para la recuperación de esos tópicos en el texto sin necesidad de reiteración es lo que se conoce como correferencia.
Para que exista correferencia deben existir al menos dos elementos: un elemento A que es el referente y que posee capacidad de designación e independencia, y un elemento B, el correferente, que está total o parcialmente relacionado con el primero. A diferencia del elemento A, el B no es autónomo sino que sirve solo para remitir a su antecedente. En el siguiente ejemplo se puede representar cómo se introducen y retoman los referentes y sus respectivos correferentes:
```
        Ej: 
Lucía
 miró a 
su
 
marido
 dormitar en un sillón. Despertab
a
 a ratos, 
la
 mirab
a
 y sonreí
a
 como desde otro mundo. En una de esas pestañadas 
ella le
 dij
o
 con toda suavidad: ¿Sabes? Cuando 
uno de los dos
 se muera 
yo me
 voy a ir a Italia.
```

Como se aprecia en el ejemplo anterior, mediante los pronombres yo y ella se retoma el referente de Lucía, y el referente de marido se recupera mediante pronombres (su, le) e información codificada en las formas verbales (despertaba, miraba, sonreía). 
Esta relación entre el referente y su correferente se puede clasificar según el orden en el que aparecen los elementos. El caso más común es la anáfora, en la cual se menciona inicialmente un referente y luego su respectivo correferente, como en el ejemplo anterior. El caso inverso es la catáfora, en la cual se menciona inicialmente un correferente para luego mencionar su referente, tal como puede apreciarse en el siguiente ejemplo:
```
        Ej: Ten
ía
 apenas diez años cuando 
le
 arrestaron por primera vez por vagabundo. En 
su
 declaración le dijo al juez: “Me llamo Jean François Leturc”.
```

Los referentes típicamente presentan una estructura sintáctica de sustantivo, nombre propio o sintagma nominal. Los correferentes, en cambio, pueden presentar estructuras diversas. En función de ellas, los correferentes se pueden clasificar en léxicos o gramaticales. Los mecanismos gramaticales retoman el referente manteniendo las marcas gramaticales (persona, género y número) y las relaciones de dependencia sintáctica. El mecanismo de correferencia gramatical más común es el pronombre, presente en los ejemplos anteriores. Entre otros procedimientos gramaticales se encuentran también elementos como la elipsis, en las que se omite cierto elemento que el receptor igualmente puede recuperar por inferencia o por haber sido mencionado antes en el texto. En cuanto a los mecanismos léxicos, pueden aportar información adicional de manera objetiva o subjetiva respecto al referente, por lo que son más independientes y llevan carga semántica. Algunos de los mecanismos de correferencia más comunes son los siguientes:
1. Repetición exacta o simple: ocurre cuando se identifican los mismos correferentes de manera exacta.
2. Repetición parcial: corresponde a la reiteración de una misma raíz cambiando su categoría gramatical por derivación (por ejemplo, independizarse por independencia).
3. Sinónimos: sustitución por palabras que tienen un mismo significado (por ejemplo, oculista y oftalmólogo). En esta misma categoría se considera también la repetición por cuasi sinónimos, que corresponden a palabras que, gracias a la sinonimia contextual, pueden ser identificadas como palabras con un mismo significado sin necesariamente estar codificadas como sinónimos en la lengua.
4. Hiperónimos: sustitución por a términos que designan un concepto más general (por ejemplo, flor por planta) y, a la inversa, la sustitución por hipónimos corresponde una sustitución por términos con un significado más específico (flor por alelí).
5. Metonimia: denominación de un elemento con otro nombre con el que mantiene contigüidad lógica, espacial o temporal (por ejemplo, cabeza por persona o animal).
6. Metáfora: se mantiene el referente mediante una reformulación con lenguaje figurado (por ejemplo, bola de pelos por perro).
7. Calificaciones valorativas: correferencias que poseen una carga valorativa o de subjetividad (por ejemplo, perro por persona).
8. Campos semánticos: sustitución por palabras que han entablado una relación sintagmática debido a una alta frecuencia de coocurrencia.
9. Conocimiento del mundo: correferencia establecida gracias a la información enciclopédica que comparten los interlocutores.
10. Marcos y guiones mentales: corresponde a modelos mentales individuales producto de la experiencia personal y el aprendizaje de construcciones culturales históricas.
11. Paralelismo: repetición de una misma estructura sintáctica pero con elementos léxicos distintos.
12. Paráfrasis: reformulación o parafraseo de un mismo contenido.
13. Proformas léxicas: utilización de palabras semánticamente muy genéricas o vacías de contenido que puedan utilizarse para hacer referencia a diversidad de objetos o eventos (elemento, cosa, caso).

### Marcadores discursivos
Otro de los aspectos del texto que interesan a una gramática textual es el de los marcadores discursivos, ya que estos representan uno de los mecanismos principales de la organización textual. Los marcadores discursivos se definen como unidades lingüísticas invariables de carácter principalmente funcional y no léxico. No ejercen una función sintáctica en la predicación de la oración y tienen un ámbito de acción que puede superar ampliamente a esta. Su función es crear una relación entre el segmento en el que este está impuesto y un segmento anterior, funcionando por tanto como puente entre los segmentos textuales. No son estrictamente necesarios para el establecimiento de una relación entre proposiciones, ya que esta se puede inferir sin ellos; pero sirven para explicitar esta relación entre los enunciados, tales como adición, contraste, digresión, entre otras. De esta manera, estructuran el texto, establecen relaciones de cohesión, mantienen la coherencia global y local y guían al receptor en su lectura. Además de funcionar como enlaces extraoracionales, pueden presentar usos discursivos diversos tales como enfatizadores y valores expresivos.
En cuanto a sus características morfosintácticas, los marcadores discursivos no son una categoría sintáctica independiente, sino que están formados por tipos de palabras como conjunciones, adverbios y frases preposicionales. Algunas de las características que con mayor frecuencia se han señalado son su invariabilidad morfológica, producto de la gramaticalización, su amplia heterogeneidad en su estructura sintáctica y cierto grado de libertad de movimiento en su posición oracional. La característica que los define como conjunto es que su significación no es conceptual sino procedimental. Al igual que otras clases de palabras como las preposiciones o conjunciones, se trata de palabras funcionales, es decir unidades vacías semánticamente que solo adquieren un significado funcional según el contexto en el que se encuentran, pero a diferencia de todas estas otras clases, los marcadores discursivos poseen un alcance transoracional.
Existen diversas propuestas de clasificación de marcadores discursivos en distintos tipos según sus características y funciones, así como en distintas lenguas. En castellano existen varias también, pero una de las más extendidas es la de Martín Zorraquino y Portolés, basada en el criterio funcional:
- Estructuradores de la información: Este tipo de marcador tiene la función de señalar la organización discursiva del texto. Estos también se dividen en tres subclasificaciones: los comentadores, que buscan introducir información a partir de un comentario con respecto a lo anteriormente dicho (pues, pues bien); ordenadores, que buscan destacar el orden de los elementos del texto (en primer lugar, en segundo lugar, por una parte); y los digresores, marcadores que introducen un comentario, pero de forma lateral o apartada (por cierto, a todo esto).

- Conectores: son los marcadores discursivos que buscan vincular semántica y pragmáticamente dos segmentos dentro del discurso, guiando al lector para que logre entender esta relación. Esta clasificación tiene tres subclasificaciones: los aditivos, que unen a dos elementos en una misma orientación (además, también, “incluso”); los consecutivos, que explican las relaciones de causa y consecuencia entre dos segmentos (en consecuencia, por ende, entonces); y los contraargumentativos, marcadores que buscan eliminar posibles conclusiones con respecto a la secuencia anterior (pero, sin embargo, no obstante).

- Operadores argumentativos: Este tipo de marcadores corresponde a los que condicionan las posibilidades de argumentación del segmento anterior al que están impuestos. A diferencia de los anteriores, estos solo tendrían dos subclasificaciones: los de refuerzo argumentativo, que hacen más fuerte al argumento mencionado en contraste a otras posibilidades (en realidad, de hecho, en verdad) y los de concreción, que buscan mostrar un ejemplo para apoyar lo que se ha dicho (por ejemplo, en concreto, en particular).

- Reformuladores: Estos marcadores tienen la función de reformular el enunciado anterior, es decir, se busca decir algo pero con otras palabras. Se dividen en cuatro subclases: los explicativos, que introducen la explicación del enunciado anterior (es decir, esto es); los rectificativos, que corrigen o definen de manera más adecuada al elemento apelado (mejor dicho, más bien); los de distanciamiento, que buscan alejarse del compromiso de lo dicho en el texto (en todo caso, de todos modos); y los recapitulativos, que concluyen o sintetizan lo que se ha ido expresando (en suma, en conclusión)..

- Marcadores conversacionales: Entra en esta categoría el conjunto de las partículas discursivas que tienden a aparecer en las conversaciones cara a cara. Estos serían los de modalidad epistémica, que le señalan grados de certeza al interlocutor con respecto a su discurso (claro, desde luego); los de modalidad deóntica, que demuestran actitudes volitivas del hablante respecto a lo que se está diciendo (bien, vale); los enfocadores de la alteridad, donde el hablante orienta a su interlocutor respecto al mensaje y a sí mismo (oye, mira); y por último los metadiscursivos conversacionales, que buscan estructurar la conversación, alternando turnos de palabra, distinguiendo las informaciones, etc. (este, bueno).

### Deixis
El concepto de deixis tiende a variar con respecto a su definición y sus clasificaciones. Esto porque algunos de los autores que trabajan la deixis mencionan más categorías que otros, y entre todos tienden a definir parámetros distintos sobre qué es y qué no es la deixis. Sin embargo, como definición general, el término hace referencia a aquellos elementos lingüísticos cuyo significado es directamente dependiente del contexto. Por ejemplo, la palabra mañana será entendida solo en relación con el día en que se produce el texto. 
De esta forma, el sentido de los deícticos solo estará completo al comprender quién emite el mensaje, a quién se dirige y en qué tiempo y lugar se lleva a cabo la situación comunicativa. Ahí radica la importancia de dichas marcas textuales: sitúan a quienes participan de un encuentro comunicativo con respecto al resto de elementos que los rodean y, por tanto, permiten una comprensión cabal del texto.
En base a estos elementos, existen tres clasificaciones principales de deixis en las que se presenta el mayor acuerdo entre autores:
- Personal: remite a los elementos que se interpretan en directa relación a las personas o participantes del discurso. En esta categoría de deícticos, se pueden encontrar pronombres (tú, yo, el/ella, etc.), morfemas verbales que indiquen persona (canto, cantas, cantamos, cantan, etc.) y posesivos (tu, su, mi, nuestro, etc.). La tercera persona se excluye de esta  clasificación por ser considerada tema y no participante el discurso.[3]
- Temporal: remite a aquellos elementos que nos dan información acerca de la simultaneidad, anterioridad o posterioridad de lo que se está hablando en relación con el momento de la enunciación (ahora, ayer, mañana, etc.)
- Espacial: remite a la posición de algún elemento con respecto a dónde están posicionados los participantes del evento comunicativo (aquí, allá, esto, eso, aquello, etc.).

Algunos autores consideran también otras formas de deixis, como la deixis textual, que hace referencia a la espacialidad del mismo texto (más adelante, en la próxima sección, etc.).

### Modalización
Otro de los aspectos fundamentales del funcionamiento textual es la modalidad o modalización. La modalización se entiende como la actitud que muestra el hablante con respecto a su propio enunciado. Esto es, se trata de un juicio que realiza el emisor a propósito de su propia percepción del enunciado, juicio que queda materializado en forma de huellas de subjetividad en el discurso. Se trata de un concepto complejo al cual no puede otorgársele una sola definición, ya que presenta variantes según las tradiciones teóricas y adquiere diversas interpretaciones según el ámbito. Se habla de modalización en lógica, en semántica, en psicología, sintaxis, pragmática y la teoría de la enunciación, por mencionar algunos ejemplos.
Se definen dos categorías principales: las modalidades de la enunciación y las modalidades del enunciado, donde las primeras refieren a cómo el hablante adopta una actitud frente a su oyente, demostrando así una relación interpersonal, y las segundas explicitan la actitud del hablante frente a su enunciado, el qué y cómo expresa este mismo. Las modalidades de la enunciación están relacionadas con la entonación y se dividen en tres: la declaración, la pregunta y el mandato. Las modalidades del enunciado, en tanto, se dividen en dos: las lógicas y apreciativas, donde la primera refiere al grado de veracidad o posibilidad que expresa el hablante y la segunda a un juicio acerca de lo enunciado.
La modalización es, además, una competencia del hablante. Según la semiótica, el hablante tiene la capacidad de escoger variados elementos lingüísticos para expresar la relación que tiene con su enunciado, con su hacer, con sus interlocutores y con el objeto al que hace referencia, expresando sus estados o actitudes con respecto a lo que se está enunciando en el momento. La modalización son los usos individuales de un código lingüístico común. El hablante la emplea a partir de la selección de unidades específicas de la lengua, las cuales reflejarán su opinión sobre un objeto referencial real o imaginario. Esto hace que se divida al discurso entre uno objetivo, lo más cercano a la eliminación de la huella personal, y uno subjetivo, el cual se podrá presentar explícita o implícitamente. 
Esta referencia del autor con respecto a su propio enunciado implica un acto de desdoblamiento. Se utilizan los términos dictum y modus para hacer referencia a este. El dictum es el contenido proposicional de la oración, es decir la proposición básica de la relación sujeto-predicado, de carácter objetivo y descriptivo. El modus, en cambio, es la forma en que esta proposición básica es comentada. Para esto se utilizan los modalizadores, elementos lingüísticos que usa el emisor para dejar huellas de su subjetividad. La utilización de estos estará directamente ligada a sus conocimientos, creencias, deseos, demandas y puntos de vista. Al igual que en el caso de los marcadores discursivos, estos elementos abordan diversas formas gramaticales, pero su uso textual más prototípico es el de las formas verbales y adjetivas. 
El número de modalizadores es indeterminado, ya que todavía no están clasificados ni inventariados en su totalidad. Distintos autores han descrito categorías, pero la bibliografía al respecto es extensa, heterogénea y por momentos contradictoria. Entre las categorías más frecuentemente mencionadas se encuentran las siguientes: 
- Epistémica: refiere a las instancias en que el autor se posiciona frente a lo que sabe o cree saber.[13][26][5][3]

- Axiológica (o valorativa): cuando se expresan valoraciones negativas o positivas frente a lo enunciado.[35]

- Alética: cuando se expresa posibilidad o probabilidad de un evento mencionado.[13][26]

- Deóntica: cuando se señala que algo es obligatorio o permitido.[38][13][26][5][3]

- Veridictoria: cuando se señala la veracidad o mentira de un enunciado.[13][26]

- Volitiva: cuando se ven expresados deseos o intenciones.[26][37]

### Otros temas
Existen otros objetos de interés para la gramática del texto, y que son estudiados también desde la perspectiva de la lingüística del texto y el análisis del discurso. Estos son la polifonía, las macroestructuras textuales, las superestructuras y el problema de los géneros, entre otros. Existen además ámbitos de trabajo, en particular en el procesamiento del lenguaje natural, como el resumen automático o la extracción de información, pero estos ya son formas de aplicación de los conocimientos de la gramática del texto y no un objeto de estudio de esta disciplina.
La polifonía es el análisis de las distintas voces presentes en un texto. Se distingue una voz principal identificada con la autoría del mensaje y luego se encuentra un entramado de distintas voces, ya que se cita discursos previos de otras personas ya sea de manera implícita o explícita. La gramática del texto se interesa por describir cómo son estos mecanismos de conexión intertextual. 
La macroestructura textual es una construcción abstracta del contenido del texto, y se representa como una estructura jerárquica de macroproposiciones, que son paquetes que codifican razonamientos o argumentos y que están construidas con proposiciones, es decir las estructuras predicado-argumento que conforman los elementos básicos de la lógica y de la comunicación.

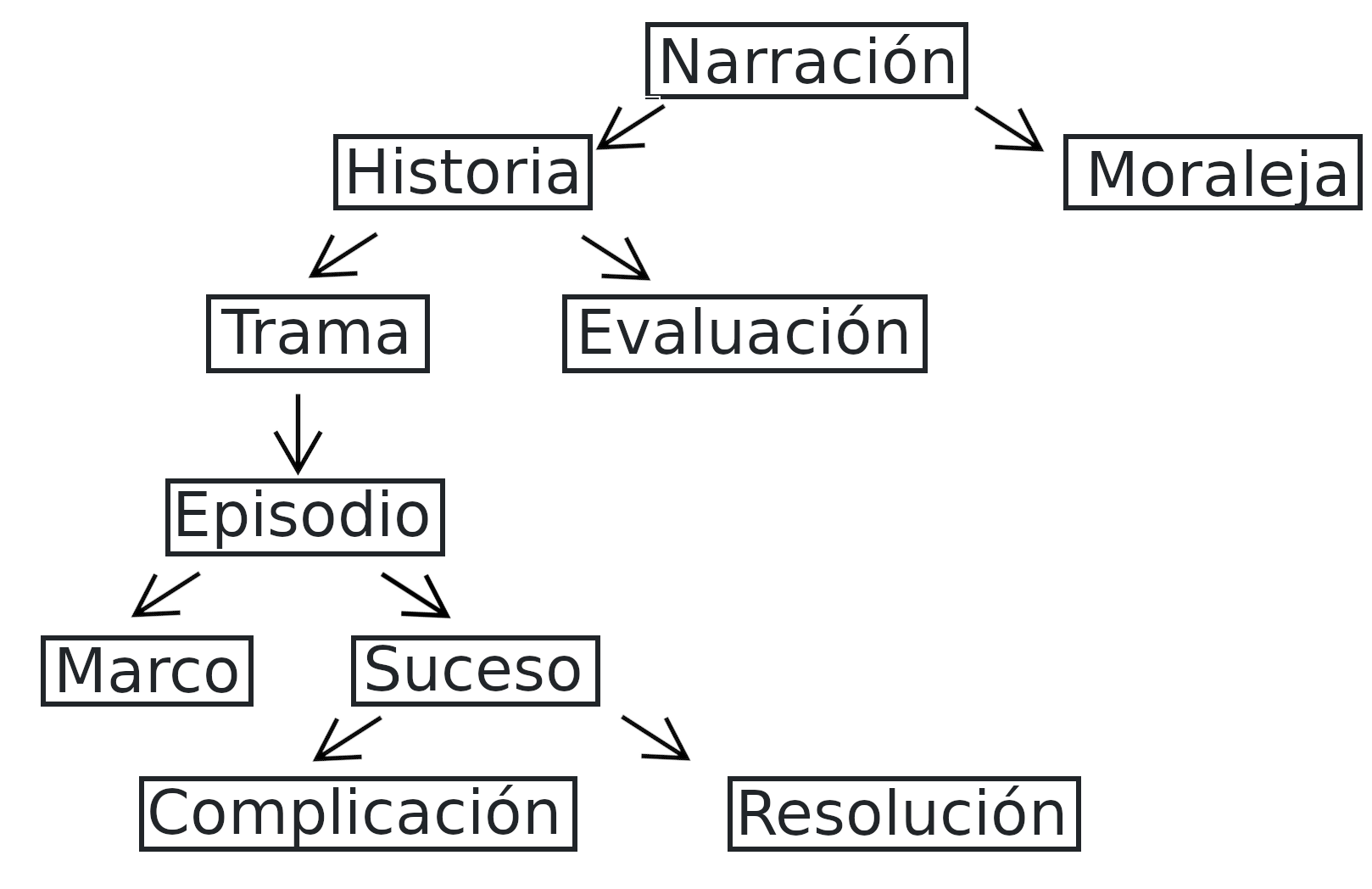
Superestructura narrativa según el modelo de van Dijk. Múltiples cuentos pueden escribirse utilizando esa estructura.

La superestructura textual es la forma que organiza la macroestructura antes mencionada. Hace referencia a la sintaxis textual, mientras que la anterior refiere al contenido. La macroestructura es única para cada texto, mientras que la superestructura es un modelo de texto y que puede por tanto producir un número infinito de ellos. Por ejemplo, existe una estructura típica del cuento infantil, con una división en partes ya muy convencionalizada. Siguiendo esa superestructura, se puede producir distintos cuentos infantiles.
El problema de los géneros, finalmente, está vinculado en particular con el último punto, ya que existe una superestructura diferente para cada género. Existe un modelo determinado para escribir una carta, informe, novela, comunicado, columna de opinión, etc. Gran parte de estos rasgos trascienden lo lingüístico y están asociados a prácticas e instituciones culturales. Sin embargo, resulta de interés describir cómo son, en una lengua determinada, los rasgos que diferencian los tipos de texto.